# The Collins Kids
The Collins Kids was een Amerikaans tiener-rockabilly-duo. Hoewel ze nooit een echte hitnotering hebben gehad, maakten ze tientallen platen, waren ze zeer bekend van radio en tv, en leverden ze hiermee een bijdrage aan de ontwikkeling van de rockabillymuziek in het midden van de jaren 50.

## Oorsprong
Zus Lorrie Collins, geboren 7 mei 1942 in Talequah, en broer Larry, geboren op 4 oktober 1944 in Tulsa, komen uit een muzikale melkveehouderijfamilie uit de regio rond Tulsa (Oklahoma), alwaar ze grotendeels in het dorpje Pretty Water opgroeiden. Moeder Hazel was amateurzangeres en speelde mandoline. Lorries talent werd al snel ontdekt toen ze op 8-jarige leeftijd een van de talentenjachten waaraan ze deelnam won. De familie kreeg het advies van Leon McAuliffe om naar Californië te verhuizen. Dat gebeurde in 1953, kort nadat Larry voor kerst een gitaar had gekregen. Hoewel alle focus op Lorrie lag, oefende Larry soms hele dagen op zijn gitaar en ontwikkelde in rap tempo muzikale kwaliteiten. Omdat er nu bijna fulltime in twee ruimtes in huis gemusiceerd werd, vroegen de ouders of ze niet samen konden gaan musiceren, waardoor het duo ontstond.

## Doorbraak
In 1953 waren Larry en Lorrie al regelmatig in de Squeakin' Deacon Talent Show te horen, maar de echte doorbraak kwam in februari 1954 toen ze meededen aan een door Town Hall Party georganiseerde wedstrijd en daarna gevraagd werden voor een televisieoptreden de volgende dag. Town Hall Party was in 1952 gestart als een radioshow in Compton (Californië) en doorgegroeid naar de populaire televisieshow Ranch Party met Tex Ritter. Larry en Lorrie traden daar in bijna elke aflevering op, en waren een genot om naar te kijken en luisteren. Ze waren populairder dan andere artiesten die nu meer algemene bekendheid genieten. Rond 1955 had Larry zich, getraind door Joe Maphis, tot een ware gitaarvirtuoos ontwikkeld, en speelde inmiddels op eenzelfde dubbelhalsige Mosrite-gitaar als Maphis.

## Platencontract
Larry en Lorrie werden op elf- en dertienjarige leeftijd door Johnny Bond aanbevolen aan Don Law van Columbia Records, waar ze in juli 1955 hun eerste contract kregen. De eerste plaat Beetle-Bug Bop / Hush Money werd in november 1955 uitgebracht. Tot 1962 waren er veertien opnamesessies, waarvan Make Him Behave / Rockaway Rock een van de succesvolste Columbia-platen in het countrygenre werd. Het meeste werk werd door het duo zelf geschreven.

## Carrière
Op Rockabilly rustte eind jaren 50 nog steeds een soort van taboe, ook wanneer het door 'onschuldige' kinderen werd uitgedragen. Ook bepaalde teksten uit een kindermond werden veroordeeld. Het aantal rockabillyliefhebbers groeide desondanks gestaag, maar het grote publiek was er nog niet klaar voor en echte hitnoteringen bleven dan ook uit. Eind 1957 kreeg Lorrie verkering met Ricky Nelson en trad ze op als Ricky's vriendin in een aflevering van The Adventures of Ozzie and Harriet, waaruit het duet Just Because voortkwam. Hoewel het publiek in hen een ideaal paar zag, waren de ouders van beide partijen minder enthousiast. Aan de verkering kwamen een abrupt einde toen Lorrie tijdens een tour van The Collins Kids met Johnny Cash in 1959, met de 19 jaar oudere Stu Carnall (roadmanager van Johnny Cash) vertrok. Het stel trouwde en kreeg in 1961 een kind. Dit zorgde niet alleen voor een breuk met haar familie en Larry, maar ook haar eigen carrière ging snel bergafwaarts. Ze was niet langer het leuke meisje met haar kleine broertje en in 1962 kwam het platencontract tot een einde.

## Vervolg
Hoewel Larry na 1959 nog even verder ging in de muziek, stortte hij zich daarna op het golfen, waar hij ook meerdere prijzen won. Hij schreef ook nog een aantal bekende nummers waaronder Delta Dawn, You're the Reason God Made Oklahoma en Tulsa Turnaround; sommige samen met schrijver Alexander Harvey (niet te verwarren met de Schotse rocker Alex Harvey).
Tijdens de heropleving van de Rockabilly begin jaren 80 werd de muziek door Columbia opnieuw uitgebracht. In 1993 gingen Lorrie en Larry weer samen optreden. Vanwege hun verdienste voor de Rockabilly werden The Collins Kids in de Rockabilly Hall of Fame opgenomen.

## Discografie

### Singles
| Jaar | Titel                | B-kant                   |
| --- | -------------------- | ------------------------ |
| 1955 | Beettle-Bug Bop      | Mush Money               |
| 1956 | Rockaway Rock        | Make Him Behave          |
| 1956 | In My Teens          | They're Still In Love    |
| 1956 | Rock and Roll Polka  | My First Love            |
| 1957 | Move A Little Closer | Go Away, Don't Bother Me |
| 1957 | Hop, Skip and Jump   | Young Heart              |
| 1957 | Party                | Heartbeat                |
| 1958 | Hoy Hoy              | Mama Worries             |
| 1958 | Mercy                | Sweet Talk               |
| 1958 | Whistle Bait         | Rock Boppin' Baby        |
| 1959 | Kinda Like Love      | Sugar Plum               |
| 1959 | The Lonesome Road    | Another Man Done Gone    |
| Niet uitgebrachte bekende nummers: - The Cuckoo Rock - Hot Rod - I Wish - Shortening Bread Rock - Soda Poppin' Around |                      |                          |

### Albums / lp's
- 1956: Collins Kids
- 1957: Collins Kids
- 1981: Rockin' Rollin' Collins Kids
- 1983: Collins Kids Vol. 2
- 1991: Hop, Skip & Jump
- 1995: Introducing Larry and Lorrie
- 1997: Rocking On TV
- 1998: Rockin'est